# Тэннодзи
Парк Тэннодзи (яп. 天王寺公園 Tennōji Kōen) — парк с расположенным в нём ботаническим садом, находящийся в районе Тэннодзи-ку города Осака (Япония). Парк расположен рядом с районом Синсэкай.

## Достопримечательности парка
- Зоопарк Тэннодзи
- Осакский муниципальный музей искусства
- Оранжерея
- Сад Кэйтакуэн
- Гробница Тяусуямы

## Транспорт
Со стороны ворот Тэннодзи
- Осакский метрополитен
  - Линия Мидосудзи, Линия Танимати: станция Тэннодзи

- JR West
  - Линия Яматодзи, Линия Осака Loop Line, Линия Ханва: станция Тэннодзи

- Кинтецу
  - Линия Минами-Осака: Osaka Abenobashi Station

Со стороны ворот Синсэкай
- Осакский метрополитен
  - Линия Сакайсудзи: станция Эбисутё
  - Линия Мидосудзи, Линия Сакайсудзи: станция Добуцуэн-маэ

- JR West
  - Линия Яматодзи, Линия Осака Loop Line: станция Син-Имамия